# Microglie

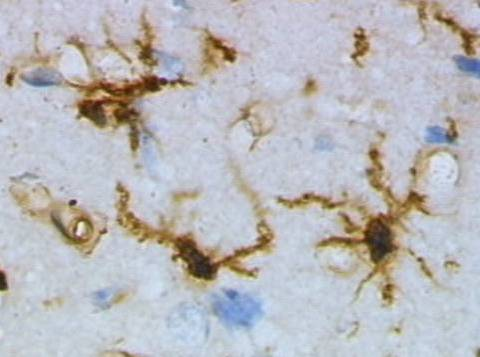
Des cellules microgliales

La microglie (microgliocytes ou cellules de Hortega) est une population de cellules gliales — des macrophages que l'on retrouve dans le système nerveux central (cerveau, moelle épinière et rétine) — et qui en forme la principale défense immunitaire active grâce à ses capacités phagocytaires.

## Historique
Les cellules de la microglie ont été décrites et caractérisées pour la première fois dans les années 1920 par del Río Hortega, un élève de Ramón y Cajal, et sont parfois nommées cellules de Hortega en l'honneur de ce chercheur. Elles ont une origine hématopoïétique contrairement aux cellules de la macroglie (astrocytes et oligodendrocytes) qui ont elles une origine neuroectodermique.

## Histologie et physiologie
Elles représentent de 5 à 25 % de toutes les cellules du système nerveux central (SNC). Elles sont différentes des cellules macrogliales, que ce soit en ce qui a trait à leur morphologie, à leur fonction ou à leur origine. Ces petites cellules, généralement à petit noyau dense et de forme étoilée, sont mobiles. Elles appartiennent à la lignée des macrophages, cellules capables de phagocytose qui peuplent les différents tissus de l'organisme et sont issues de la moelle hématopoïétique. Leur cytoplasme peut être visualisé par des colorants argentiques.
Les cellules microgliales peuvent proliférer lorsque des lésions surviennent dans le SNC. Elles deviennent des cellules présentatrices d'antigènes. Quand elles sont actives, elles expriment à leur surface les CMHI et CMHII. Elles sécrètent en outre des cytokines, des protéines et des radicaux libres (par exemple des anions superoxyde) qui peuvent aggraver les lésions.
Toutefois, n'étant pas des présentatrices d'antigènes spécialisées, leur activité régulatrice permettant d'éviter l'inflammation n'est pas considérée comme remettant en cause le privilège immun.
Leurs fonctions s'étendent au-delà de la défense immunitaire du parenchyme neural, de nombreuses fonctions leur ont été attribuées dans la régulation du développement et du fonctionnement du système nerveux.

## Origine
Elles sont issues du sac vitellin et prolifèrent activement in situ au cours du développement. Les autres cellules de la névroglie centrale dérivent quant à elles du neuroectoderme (épiblaste primitif). De plus, les microglies appartiennent au système des phagocytes mononucléés. Les avancées technologiques récentes ont permis le rejet définitif du système phagocytaire mononucléaire affirmant que les macrophages résidents dérivés des  et la reconnaissance des macrophages résidant dans les tissus en tant que populations uniques indépendantes de la différenciation monocytaire ,,.

## Microgliogénèse
Pendant l'hématopoïèse primitive chez les souris, c'est-à-dire pendant les stades embryonnaires et fœtaux, à partir du jour 6,5 post-coïtum (pc), émergent, dans le sac vitellin, des cellules souches hématopoïétiques (CSH) qui donneront naissance à des cellules progénitrices de différentes lignées. Entre les jours 7,5 et 8,0 pc, apparaissent des cellules progénitrices érythromyéloïdes (KIT+, Ter119+ et RUNX1+). Au cours du jour 9,0 pc, ces cellules expriment le CD45, mais pas les marqueurs myéloïdes (stade A1), exprimant ensuite des marqueurs myéloïdes tels que les récepteurs de chimiokines CX3C1 (CX3CR1) et du facteur stimulant de colonies 1 (CSF1R), ainsi que la glycoprotéine F4/80 (stade A2). De plus, elles expriment des métalloprotéinases (MMP-8 et MMP-9), suggérant qu'à partir de ce moment, elles commencent à migrer vers le mésenchyme neuronal. Pendant ce temps, elles continuent de mûrir et, vers le jour 14,0 pc, les cellules acquièrent une morphologie ramifiée. D'autre part, pendant l'hématopoïèse définitive, c'est-à-dire une fois que l'aorte-gonades-mésonephros (AGM) et le foie fœtal deviennent les principaux organes hématopoïétiques (pendant les jours 10,5 et 12,5 pc, respectivement), des phagocytes mononucléaires se forment et migrent vers le cerveau. Cependant, ceux-ci sont des macrophages distincts de la microglie et résident périvasculairement, dans le plexus choroïdes et les méninges.
Post-natalement, les monocytes formés dans la moelle osseuse des os longs, à partir de précurseurs leucocytaires, migrent vasculairement et colonisent les tissus.